# Sedani
I sedani sono un tipo di pasta di semola di grano duro prodotta industrialmente. Presentano forma cilindrica, non superano i 12 millimetri di lunghezza e possono essere lisci e rigati. Oltre che per le preparazioni in brodo e asciutte, si prestano per i pasticci al forno e i piatti a base di prodotti ittici. Quando le loro dimensioni sono di 4 millimetri prendono il nome di sedanini.
In passato prendevano il nome di "zanne d'elefante". Si decise di rinominarli "sedani" quando venne bandito il commercio dell'avorio.